# 重案實錄之驚天械劫案
《重案實錄之驚天械劫案》 是於1994年由亞洲電視本港台播出的電視電影，片種是警匪片，由張家輝主演，內容改編自1991年的錦田水頭村警匪槍戰案。

## 劇情大綱
盧錫安從小在賣雞攤位長大，因家庭管教方式不当，少年時期已多次因傷人而进出懲教所。19歲時糾集同伴投靠黑社會，實施搶劫犯罪，因在搶劫中殺人及分贓不勻与幫派老大发生争执，盧兇殘地殺死對方及其手下後自立門戶。後來，他意外尋獲門路購買大批軍火搶劫金鋪，成為策動連串大型劫案並持械殺人的悍匪重犯。

## 演员表
- 李修賢 飾 李Sir
- 張家輝 飾 盧錫安（影射械劫集團主腦盧世安）
- 黃栢文 飾 羅博志
- 陳狄克 飾 盧錫安父
- 許思敏 飾 盧錫安繼母
- 林敬剛 飾 阿烈

## 外部連結
- 香港影庫上《重案實錄之驚天械劫案》的資料（繁體中文）
- 时光网上《重案實錄之驚天械劫案》的資料（简体中文）
- 豆瓣电影上《重案實錄之驚天械劫案》的資料 （简体中文）
- 互联网电影数据库（IMDb）上《重案實錄之驚天械劫案》的资料（英文）